# Phyllodonta furcata
Phyllodonta furcata is een vlinder uit de familie van de spanners (Geometridae). De wetenschappelijke naam van de soort is voor het eerst geldig gepubliceerd in 1894 door William Warren.